# فلاديمير بليايف
فلاديمير بليايف (مواليد 15 سبتمبر 1933) هو لاعب كرة قدم. لعب مع منتخب الاتحاد السوفييتي لكرة القدم. سبق له أن لعب في كأس العالم لكرة القدم مع منتخب بلاده.

## روابط خارجية
- فلاديمير بليايف على موقع قاعدة بيانات كرة القدم.إي يو (الإنجليزية)
- فلاديمير بليايف على موقع ناشيونال فوتبول تيمز (الإنجليزية)